# Norbert Appaly
Norbert Appaly (* 16. September 1893 in Breslau; † im 20. Jahrhundert) war ein deutscher Arzt und Politiker (NSDAP).
Appaly war der Sohn des Domrendaten Emil Appaly. Er war katholischer Konfession. Er besuchte vier Jahre die Volksschule und dann das humanistische Gymnasium. Nach dem Abitur studierte er Medizin. Das Staatsexamen legte er 1919 an der Universität Breslau ab und wurde zum Dr. med. promoviert.
Sein Studium wurde durch den Ausbruch des Ersten Weltkriegs unterbrochen. Er war 1914 bis 1918 Kriegsteilnehmer, wurde zwei Mal verwundet und mit dem Eisernen Kreuz II. Klasse ausgezeichnet.
1920 bis 1924 war er Arzt in Wüstendorf, Kreis Breslau. Ab 1924 lebte er in Danzig und war praktischer Arzt in Mariensee. In der Freien Stadt Danzig trat er zum 1. Mai 1930 der NSDAP bei (Mitgliedsnummer 231.934), vertrat diese ab 1933 im Volkstag und wurde Präsident der Danziger Ärztekammer.